# Nathaniel Cartmell
Nathaniel "Nate" John Cartmell (Union County, 13 januari 1883 - New York, 23 augustus 1967) was een Amerikaans atleet. Hij nam deel aan twee edities van de olympische zomerspelen. Zowel in de editie van 1904 als die van 1908 behaalde hij twee medailles. Na zijn sportcarrière werd hij atletiekcoach aan de Universiteit van Pennsylvania.

## Persoonlijke records
| Afstand | Tijd   | Jaar |
| ------- | ------ | ---- |
| 100 m   | 11,0 s | 1908 |
| 200 m   | 21,5 s | 1907 |

## Olympische medailles
- St. Louis 1904
  -  - 100 m
  -  - 200 m

- Londen 1908
  -  - 4 x 400 m estafette
  -  - 200 m

1912: Sheppard, Lindberg, Meredith, Reidpath ·
1920: Griffiths, Lindsay, Ainsworth-Davis, Butler ·
1924: Cochran, Helffrich, MacDonald, Stevenson ·
1928: Baird, Alderman, Spencer, Barbuti ·
1932: Fuqua, Ablowich, Warner, Carr ·
1936: Wolff, Rampling, Roberts, Brown ·
1948: Harnden, Bourland, Cochran, Whitfield ·
1952: Wint, Laing, McKenley, Rhoden ·
1956: Jenkins, Jones, Mashburn, Courtney ·
1960: Yerman, Young, G. Davis, O. Davis ·
1964: Cassell, Larrabee, Williams, Carr ·
1968: Matthews, Freeman, James, Evans ·
1972: Asati, Nyamau, Ouko, Sang ·
1976: Frazier, Brown, Newhouse, Parks ·
1980: Valiulis, Linge, Tsjernetski, Markin ·
1984: Nix, Armstead, Babers, McKay ·
1988: Everett, Lewis, Robinzine, Reynolds ·
1992: Valmon, Watts, Johnson, Lewis ·
1996: Harrison, Smith, Mills, Maybank ·
2000: Bada, Chukwu, Monye, Udo-Obong  ·
2004: Harris, Brew, Wariner, Williamson ·
2008: Merritt, Taylor, Neville, Wariner ·
2012: Brown, Pinder, Mathieu, Miller ·
2016: Hall, McQuay, Roberts, Merritt ·
2020: Cherry, Norman, Deadmon, Benjamin ·
2024: Bailey, Norwood, Deadmon, Benjamin
- Bibliothèque nationale de France: cb169523853 (data)
- International Standard Name Identifier: 0000 0004 5100 5514
- Virtual International Authority File: 316738346